# Catalan-állandó
A matematikában a G Catalan-állandó időnként a kombinatorikai becslésekben fordul elő. Definíciója:
{\displaystyle G=\beta (2)=\sum _{n=0}^{\infty }{\frac {(-1)^{n}}{(2n+1)^{2}}}={\frac {1}{1^{2}}}-{\frac {1}{3^{2}}}+{\frac {1}{5^{2}}}-{\frac {1}{7^{2}}}+\cdots \!}
ahol β a Dirichlet-féle bétafüggvény.
Numerikus értéke közelitően
G = 0,915 965 594 177 219 015 054 603 514 932 384 110 774 …
Nem ismeretes, hogy a G vajon irracionális szám-e, arról nem is beszélve, hogy transzcendens-e.
Az állandót Eugène Charles Catalan (1814–1894) belga matematikusról nevezték el.

## Integrálazonosságok
{\displaystyle G=\int \limits _{0}^{1}\int \limits _{0}^{1}{\frac {1}{1+x^{2}y^{2}}}\,dx\,dy\!}
{\displaystyle G=-\int \limits _{0}^{1}{\frac {\ln(t)}{1+t^{2}}}\,dt\!}
{\displaystyle G=\int \limits _{0}^{\pi /4}{\frac {t}{\sin(t)\cos(t)}}\;dt\!}
{\displaystyle G={\tfrac {1}{4}}\int \limits _{-\pi /2}^{\pi /2}{\frac {t}{\sin(t)}}\;dt\!}
{\displaystyle G=\int \limits _{0}^{\pi /4}\ln(\cot(t))\,dt\!}
{\displaystyle G=\int \limits _{0}^{\infty }\arctan(e^{-t})\,dt\!}
{\displaystyle G=\int \limits _{0}^{1}{\frac {\arctan t}{t}}\,dt\!}.
és
{\displaystyle G={\tfrac {1}{2}}\int \limits _{0}^{1}\mathrm {K} (x)\,dx\!}
ahol K(x) egy teljes első fajú elliptikus integrál.

## Alkalmazás
A G többnyire a kombinatorikában fordul elő, valamint a második poligamma-függvény értékeiben, melyet trigamma-függvénynek is hívnak (tört argumentummal):
{\displaystyle \psi _{1}\left({\frac {1}{4}}\right)=\pi ^{2}+8G}
{\displaystyle \psi _{1}\left({\frac {3}{4}}\right)=\pi ^{2}-8G.}
Simon Plouffe (1956) kanadai matematikus egy végtelen azonossággyűjteményt szerkesztett, a {\displaystyle \pi ^{2}} trigamma-függvény és a Catalan-állandó között; ezek az összefüggések gráfokkal kifejezhetőek. A G feltűnik a hiperbolikus metsző típusú eloszlásban is.

## Gyorsan konvergáló sorozatok
A következő két képlet gyorsan konvergáló sorozatokat tartalmaz, ezért alkalmas numerikus számításokra:
| {\displaystyle G=\,} | {\displaystyle 3\sum _{n=0}^{\infty }{\frac {1}{2^{4n}}}\left(-{\frac {1}{2(8n+2)^{2}}}+{\frac {1}{2^{2}(8n+3)^{2}}}-{\frac {1}{2^{3}(8n+5)^{2}}}+{\frac {1}{2^{3}(8n+6)^{2}}}-{\frac {1}{2^{4}(8n+7)^{2}}}+{\frac {1}{2(8n+1)^{2}}}\right)-}          |
|                      | {\displaystyle 2\sum _{n=0}^{\infty }{\frac {1}{2^{12n}}}\left({\frac {1}{2^{4}(8n+2)^{2}}}+{\frac {1}{2^{6}(8n+3)^{2}}}-{\frac {1}{2^{9}(8n+5)^{2}}}-{\frac {1}{2^{10}(8n+6)^{2}}}-{\frac {1}{2^{12}(8n+7)^{2}}}+{\frac {1}{2^{3}(8n+1)^{2}}}\right)} |
és
{\displaystyle G={\frac {\pi }{8}}\log({\sqrt {3}}+2)+{\tfrac {3}{8}}\sum _{n=0}^{\infty }{\frac {(n!)^{2}}{(2n)!(2n+1)^{2}}}.}
Az ilyen sorozatok elméleti alapjai Broadhursttől (első képlet), illetve Srínivásza Rámánudzsantól (második képlet) származnak.
A Catalan-állandó gyors számítási algoritmusát Jekatyerinya Karacuba alkotta.

## Számjegyeinek száma
A Catalan-állandó ismert tizedesjegyeinek száma drámai módon emelkedett az utóbbi évtizedekben. Ez részben a számítógépek teljesítménynövekedésének, másrészt hatékonyabb algoritmusok kidolgozásának köszönhető.
A Catalan-állandó ismert tizedesjegyeinek száma:
| Dátum            | Tizedesjegyek   | A számítást végezte:             |
| ---------------- | --------------- | -------------------------------- |
| 1832             | 16              | Thomas Clausen                   |
| 1858             | 19              | Carl Johan Danielsson Hill       |
| 1864             | 14              | Eugène Charles Catalan           |
| 1877             | 20              | James W. L. Glaisher             |
| 1913             | 32              | James W. L. Glaisher             |
| 1990             | 20 000          | Greg J. Fee                      |
| 1996             | 50 000          | Greg J. Fee                      |
| 1996. aug. 14.   | 100 000         | Greg J. Fee & Simon Plouffe      |
| 1996. szept. 29. | 300 000         | Thomas Papanikolaou              |
| 1996             | 1 500 000       | Thomas Papanikolaou              |
| 1997             | 3 379 957       | Patrick Demichel                 |
| 1998. jan. 4.    | 12 500 000      | Xavier Gourdon                   |
| 2001             | 100 000 500     | Xavier Gourdon & Pascal Sebah    |
| 2002             | 201 000         | Xavier Gourdon & Pascal Sebah    |
| 2006. okt.       | 5 000           | Shigeru Kondo & Steve Pagliarulo |
| 2008. aug.       | 10 000          | Shigeru Kondo & Steve Pagliarulo |
| 2009. jan. 31.   | 15 510 000      | Alexander J. Yee & Raymond Chan  |
| 2009. ápr. 16.   | 31 026 000      | Alexander J. Yee & Raymond Chan  |
| April 6, 2013    | 100 000         | Robert J. Setti                  |
| June 7, 2015     | 200 000 001 100 | Robert J. Setti                  |